# Franz Merke
Franz Merke (geb. 4. Februar 1893 in Basel; gest. 6. Juni 1975 ebenda) war ein Schweizer Arzt und Medizinhistoriker.

## Leben und Werk
Franz Merke hielt sich während seines Medizinstudiums für ein Jahr am Institut für Pathologie in Bern auf. Wahrscheinlich wurde in dieser Zeit durch Fritz de Quervain sein Interesse für die Pathologie der Schilddrüse und die Chirurgie geweckt. Anschliessend war Merke in der Privatklinik von Oscar Bernhard in St. Moritz tätig.

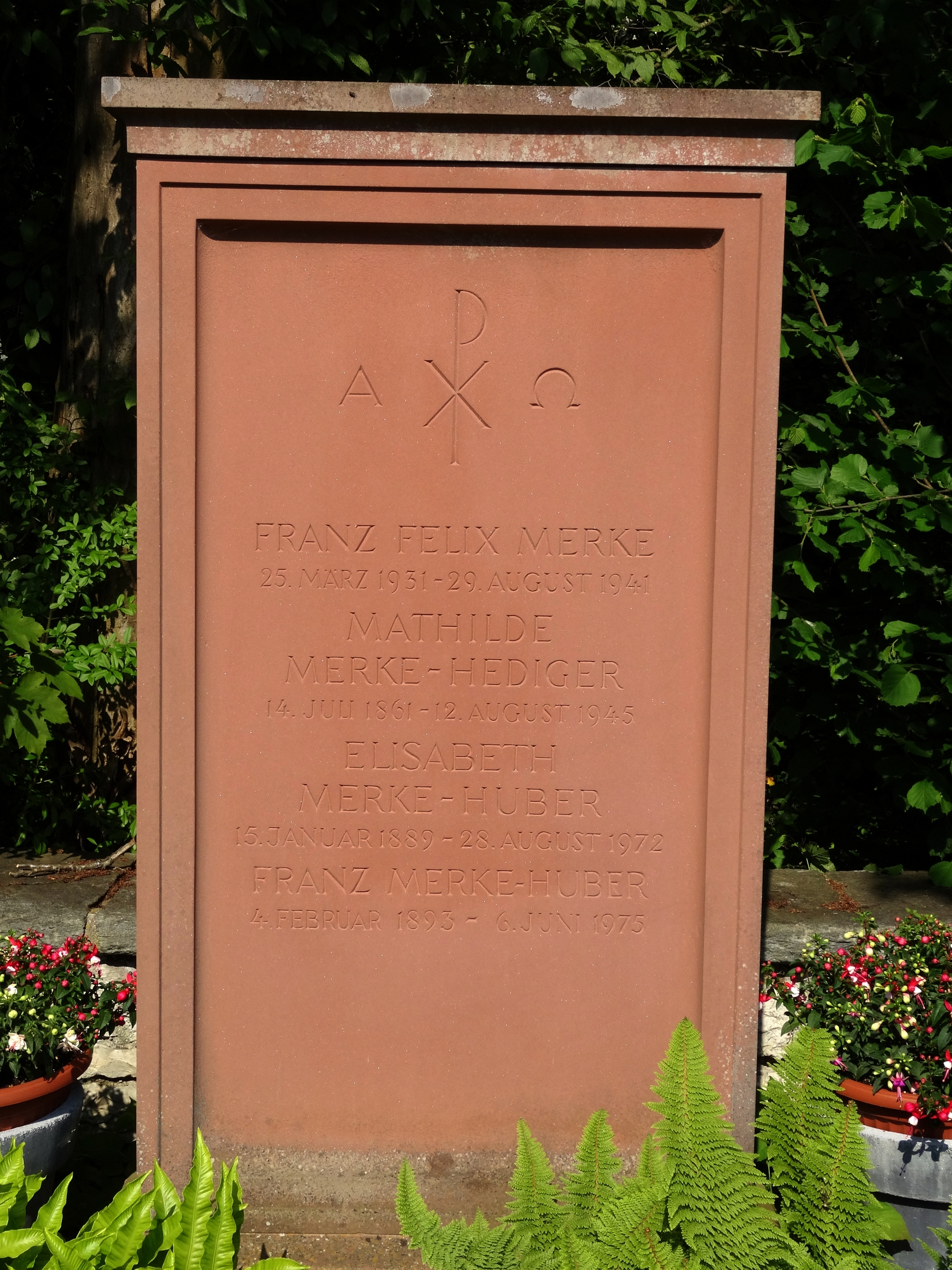
Grab, Friedhof am Hörnli

Von 1920 bis 1929 studierte Merke allgemeine Chirurgie bei Gerhard Hotz und Carl Henschen am Bürgerspital in Basel. Anschliessend war er bis 1963 als Chefarzt am Claraspital in Basel tätig. Merke beschäftigte sich insbesondere mit Schilddrüsenerkrankungen, Knieverletzungen und der Kropfprophylaxe.
1939 wurde er zum ausserordentlichen Professor an der Universität Basel ernannt. Im Sommer und Herbst 1942 leitete Merke eine an die deutsche Ostfront abgehende schweizerische Ärztemission.
Im September 1964 hielt Merke einen Vortrag über die Geschichte und Ikonografie des endemischen Kropfes und Kretinismus am 19. Internationalen Kongress für Geschichte der Medizin in Basel.
Nachdem Merke 80 chirurgische Publikationen verfasst hatte, widmete er sich in seinem 67. Lebensjahr den Grenzgebieten der Chirurgie, Pathologie und Kunstgeschichte sowie den Fächern Volkskunde, Chemie und Geologie. Zudem sammelte er Plastiken sowie Gemälde, auf denen Kröpfe dargestellt sind. Sieben Jahre später erschien als sein Lebenswerk die umfassende Monografie über Kropf und Kretinismus.
Franz Merke war mit Elisabeth, geborene Huber (geb. 15. Januar 1889; gest. 28. August 1972), verheiratet. Sie war die Tochter des Musikers Hans Huber und eine Enkelin von Karl Eugen Petzold.
Merke war ein enger Freund der Mystikerin Adrienne von Speyr, die dem Ehepaar beistand, als der Sohn Franz Felix Merke (geb. 25. März 1931; gest. 29. August 1941) starb. Seine letzte Ruhestätte fand Franz Merke auf dem Friedhof am Hörnli.